# 3D Dot Game Heroes
A 3D Dot Game Heroes (3Dドットゲームヒーローズ) egy 2009-es akció-kaland videójáték, melyet a Silicon Studio fejlesztett és a From Software adott ki Japánban, az Atlus Észak-Amerikában és a SouthPeak Games Európában. A játék egy egyedi stílust használ; a 2D-s retro hatású grafikát 3D-s környezetbe építi voxelek segítségével. A játék 2009. november 5-én jelent meg Japánban, 2010. május 11-én Észak-Amerikában és 2010. május 14-én Európában PlayStation 3 játékkonzolra.

## Játékmenet
A szoftver játékmenete nagyban hasonlít a retro 8 bites játékokéhoz, főképp a The Legend of Zeldájéhoz. A játékos, hasonlóan a régebbi játékokhoz a szereplőket képernyőről képernyőre mozgatja, miközben labirintusokat tár fel, ellenfelekkel harcol, tárgyakat gyűjt és fejtörőket old meg. Amikor a játékos életcsíkja tele van, akkor a kardja minden lendítésre roppant méreteket ölt. A játékban a kardokat testre lehet szabni és fejleszteni is lehet; növelve annak hosszúságát, szélességét, valamint mágikus erejét, számos egyéb speciális tárgyat is lehet használni, köztük bumerángokat, lámpásokat, gyertyákat és íjakat.
A játékosok létrehozhatják a saját karakterüket a játék beépített 3D sprite szerkesztőjével. A játékosok regisztrálhatják a szörnyeket egy enciklopédiába, azok egy meghatározott alkalommal való megütésével a könyvvel. A játékban a töltőképernyők klasszikus videójátékok borítóinak a játék 3D spritejaival újjá alkotott változatai.

## Cselekmény
A játék egy hőst követ, amint az megpróbálja megszabadítani Dotnia királyságát a sötétségtől, melyet a gonosz seregei okoznak, hogy ezzel helyreállítsa a békét a területen. A legendák szerint egy Legend Dark King Onyx nevű gonosz király tragédiát és sötétséget hozott a királyságra hat varázsgömb ellopásával. Azonban egy hős lépett fel a Dark Kinggel szemben, aki a legendás kardjának és a gömbök erejének köszönhetően el tudta azt zárni egy másik gömbbe. Azonban a gonosz seregei ismét felemelkednek, mert Dark Bishop Fuelle ellopta a gömböket, ezzel ismét káoszba sodorva Dotnia királyságát. A játék főszereplője azé a bátor hős unokája, aki korábban legyőzte a Dark Kinget, és éppen ezért bízzák meg őt a világ megmentésével.
A királyság egykoron egy 2D pixellált világ volt, de annak királya elavultnak érezte a spriteokat, így elrendelte annak 3 dimenzióssá való átalakítását. Ennek köszönhetően az egész világ 3 dimenzióssá vált, megtartva az eredeti pixellált kinézetét.

## Fejlesztés
A játékra először a From Software tett említését 2009. augusztus 10-én egy weboldalon keresztül, melyen csak egy kocka és egy visszaszámláló volt 2009. augusztus 20-ig. A játékot azonban a visszaszámláló lejárta előtt, 2009. augusztus 18-án bejelentették a Famicú című japán videójátékos magazinban. A játék észak-amerikai megjelenését a Sony Computer Entertainment America hivatalos Twitter oldalán erősítette meg, melyben az állt, hogy a játék „minden bizonnyal” meg fog jelenni Észak-Amerikában. 2009. november 17-én az Atlus bejelentette, hogy ők fogják elvégezni a játék angol nyelvre történő fordítását és a program kiadását 2010. május 11-ei megjelenési dátummal.

## Fogadtatás
| Szerző       | Értékelés       |
| ------------ | --------------- |
| Famicú       | 30/40[forrás?]  |
| GameSpot     | 7,5/10[forrás?] |
| IGN          | 8,5/10[forrás?] |
| Gaming Union | 9/10            |
| PixlBit      | 4,5/5           |

A játékot általában pozitívan fogadták a kritikusok. A Famicú szerkesztői 8/8/7/7, azaz 30 pontot adtak a játéknak a maximális 40-ből, megjegyezve, hogy a játékmenet óriási tisztelgés a The Legend of Zelda előtt és, hogy számos utalás van több Nintendo Entertainment System játékra, melynek köszönhetően az egy „nosztalgiával megspékelt utazás” lett. A Famicú dicsérte a grafikát is, mondván, hogy a kockás animációk szépek és, hogy a régit és az újat zökkenőmentesen ötvözi, azonban hozzátéve, hogy bár a játék szórakoztató és jól elkészített darab, azonban nem képes felvenni a versenyt egy új, eredeti játékkal.
A Famicú magazin jelentése szerint a 3D Dot Game Heroesból 17 300 példány kelt el Japánban 2009 végéig, ezzel az év 463. legsikeresebb játékává téve azt a régióban. Az Atlus USA 2010 októberi pénzügyi jelentése szerint a játékból 160 000 darab kelt el; hatszor több, mint amire számítottak.